# Цугару (род)

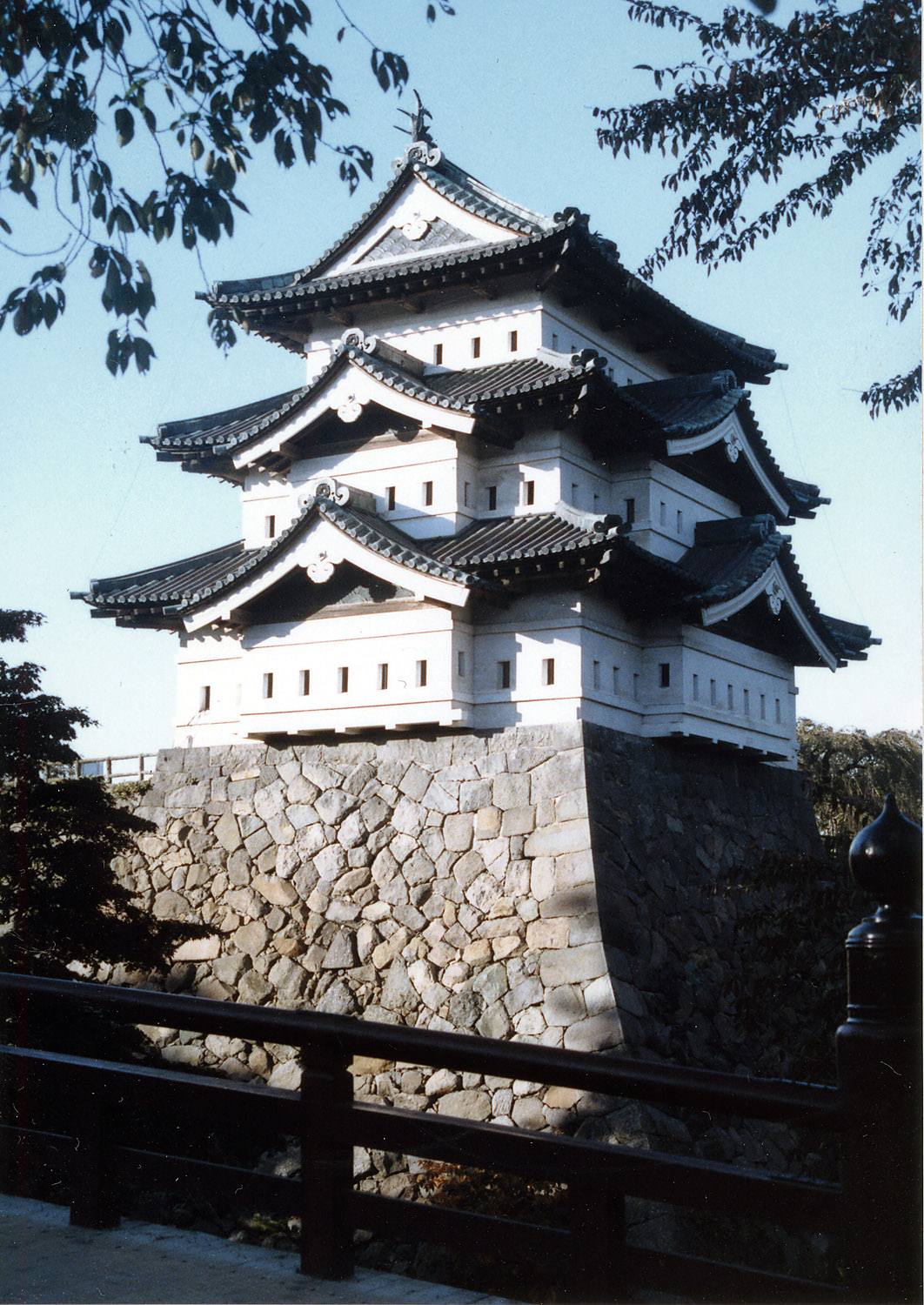
Замок Хиросаки, резиденция даймё Хиросаки-хана

Цугару (яп. 津軽氏 цугару-си) — японский самурайский клан, правивший северо-западной частью территории современной префектуры Аомори в регионе Тохоку в Японии в период сегуната Токугава эпохи Эдо. Цугару были дайме домена Хиросаки и его полу-дочернего домена Куроиси. Клан Цугару находился в постоянном конфликте со своими бывшими повелителями, кланом Нанбу из соседнего домена Мориока. Во время войны Босин 1868—1869 годов клан Цугару сражался в основном на проимперской стороне, хотя на короткое время присоединился к Северному союзу. В период Мэйдзи бывший дайме стал частью пэрства кадзоку, а Цугару Цугуакира получил титул хакусяку (графа). Основная линия клана Цугару в настоящее время вымерла.

## Происхождение

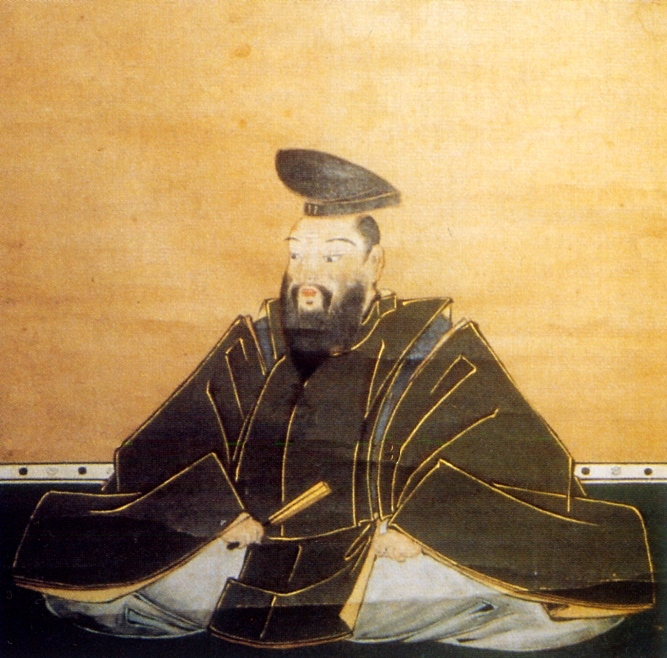
Цугару (Оура) Тамэнобу

Многое о происхождении клана Цугару неясно. Оура Тамэнобу родился в 1550 году, был приемным сыном и наследником Оуры Таменори, вассала клана Нанбу, базирующегося в замке Саннохэ. Он сменил своего отца в 1567 или 1568 году на посту кастеляна замка Оура, расположенного на территории, которая сейчас является частью города Хиросаки. Согласно более поздним записям клана Цугару, клан происходил от благородного клана Фудзивара и имел древние претензии на владение регионом Цугару на северо-западе Хонсю; однако, согласно записям их соперников, клана Намбу, Тамэнобу родился либо как Намбу Тамэнобу, либо как Кудзи Тамэнобу, из младшей ветви клана Намбу и был изгнан из клана из-за разногласий со своим старшим братом.
Оура служил наследственным вице-окружным магистратом (郡代補佐, гундай хоса) при местном магистрате клана Намбу Исикаве Таканобу; однако в 1571 году Тамэнобу напал на Исикаву и убил его, а затем начал захватывать замки клана Намбу в регионе Цугару один за другим . Он захватил замки в Исикава, Дайкодзии Абуракава, и вскоре заручился поддержкой многих бывших вассалов Намбу в регионе. Позже Тамэнобу напал на Китабатакэ Акимуру (другого представителя местной власти) и захватил его замок в Намиоке.
В 1582 году, со смертью Намбу Харумасы, клан Намбу распался на многочисленные конкурирующие группировки. 25-й наследственный вождь клана, Намбу Харуцугу, был 13-летним мальчиком и вскоре умер при невыясненных обстоятельствах, а ветвь клана Намбу Кунохе под руководством военачальника Кунохе Масадзане начала расширять свое влияние на основную ветвь клана Саннохе. Это дало возможность Оуре Тамэнобу объявить, что находящиеся под его контролем западные территории Намбу отныне будут независимы от правления Намбу. Объявлен предателем кланом Намбу, соперниками Нанбу Нобунао и Кунохе Масадзанэ, которые оба призывали к смерти Тамэнобу. Тамэнобу, понимая, что ему потребуется помощь извне, обратился к клану Могами с просьбой познакомить его с режимом Тоетоми Хидэеси. Первоначально Тамэнобу отплыл на лодке из Аджигасавы, но ненастные ветры отнесли лодку на север до Мацумаэ. Он предпринимал попытки добраться до Хидэеси по суше в 1586, 1587 и 1588 годах, но каждый раз был блокирован враждебными силами на территориях к югу от Цугару.
В 1590 году Тамэнобу присягнул на верность Тоетоми Хидэеси; Хидэеси утвердил Тамэнобу в его же собственных владениях. Поскольку поместье Оура находилось в регионе Цугару на северной оконечности Хонсю, семья затем сменила свое название на Цугару.

## Клан Цугару в эпоху Эдо
Клан Цугару встал на сторону Токугавы Иэясу во время битвы при Сэкигахаре в 1600 году , хотя старший сын Цугару Тамэнобу, Нобутакэ, служил Тоётоми Хидеэри в качестве пажа в Осакском замке.
После победы Токугавы при Сэкигахаре клан Цугару оставался несколько «подозрительным» в глазах молодого сегуната Токугава, поскольку Цугару Тамэнобу предоставил убежище сыну Исиды Мицунари и устроил так, чтобы дочь Исиды Мицунари вышла замуж за его третьего сына и наследника, Цугару Нобухиру. В результате клан был утвержден на своей первоначальной территории только с номинальным увеличением кокудаки до 47 000 коку. Цугару Тамэнобу еще больше усилил опасения, реконструировав замок Хиросаки в огромных масштабах, непропорциональных размерам его территорий.
Первые годы эры Эдо были отмечены серией крупных беспорядков в O-Ie Sōdō по поводу наследования власти вождя клана. Восшествие на престол Цугару Нобухиры было оспорено сторонниками сына Цугару Нобутакэ во время Беспорядков в Цугару (津軽騒動, Цугару-седо) 1607 года. Дальнейшие проблемы возникли во время бунта Косаки Курандо (яп.ō坂蔵人の乱, Косака Курандо но ран) в 1612 году, беспорядков в Фунабаси (яп.船橋騒動, Фунабаси-содо) в 1634 году и беспорядков в Сехо (яп.ō, Сехо-содо) в 1647 году.
Цугару Нобухира был вынужден понизить свою жену до статуса наложницы и жениться на племяннице Токугавы Иэясу, чтобы укрепить свои политические связи с сегунатом. Однако он назвал наследником сына от своей первой жены, Цугару Нобуеси. Его сын от племянницы Токугавы Иэясу стал главой дочернего дома хатамото, расположенного в Куроиси.
Нобуеси был вынужден уйти в отставку в 1655 году по обвинению в плохом управлении, и его место занял его сын, Цугару Нобумаса, который был реформатором, который развивал ресурсы домена. Сын Нобумасы Цугару Нобухиса развил искусство и культурный уровень владения, но был осажден многочисленными стихийными бедствиями, включая плохую погоду и повторяющиеся извержения вулкана Иваки. Он продолжал править из-за кулис во время правления своего внука Цугару Нобуаки и правнука Цугару Нобуясу, поскольку владения все больше и больше увязали в долгах. Сын Нобуясу,Цугару Нобуакира пытался провести реформы, но был раздосадован коррумпированными чиновниками и умер при подозрительных обстоятельствах в 1791 году, не оставив наследника.
Цугару Ясутика, сын 5-го правителя Куроиси, был назначен дайме Хиросаки преемником Нобуакиры. При Ясуикее официальная кокудака домена была увеличена с 47 000 до 70 000, а затем до 100 000 коку, чтобы покрыть расходы на отправку военных сил в Эдзо для защиты северных границ Японии. Также при Ясучике статус Куроиси был повышен и стал доменом Куроиси . В 1821 году, во время своего путешествия санкин котай в Эдо, он пережил покушение Сомы Дайсаку, бывшего вассала клана Нанбу. Хотя Ясучика был известным реформатором, который пытался укрепить домен, он потратил огромную сумму денег, пытаясь устроить престижные браки для своего некомпетентного сына, Цугару Нобуюки, что снова ввергло домен в финансовый кризис. В конце концов Нобуюки был отстранен от должности в 1839 году, и полный аутсайдер, 7-й сын редзю Мацудайры Нобуакиры, лорда домена Есида в провинции Микава, был принят в клан Цугару как Цугару Юкицугу. Юкицугу удалось восстановить порядок и процветание во владениях и модернизировать свои вооруженные силы за счет более активного изучения рангаку.

## Клан Цугару в войне Босин

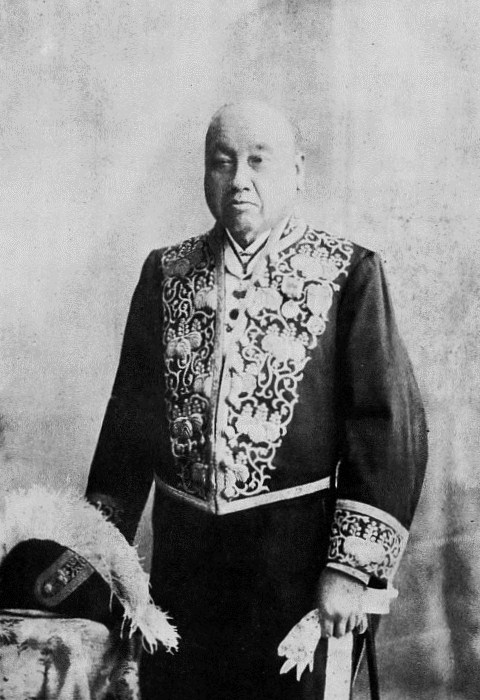
Цугару Цугуакира (1840—1916), 12-й и последний даймё Хиросаки-хана (1859—1868), губернатор Хироиси-хана (1869—1871)

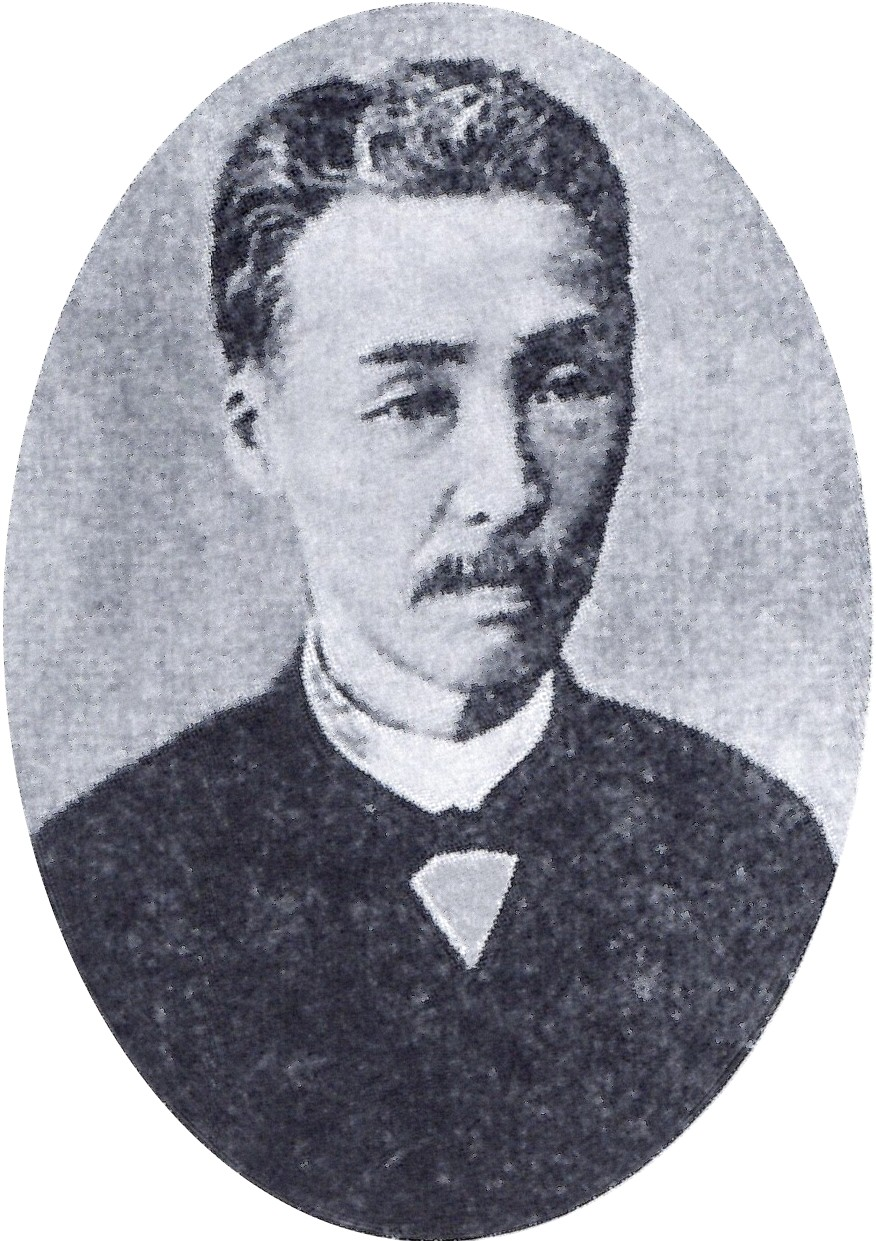
Цугару Цугумити (1840—1903), 4-й и последний даймё Куроиси-хана (1851—1871)

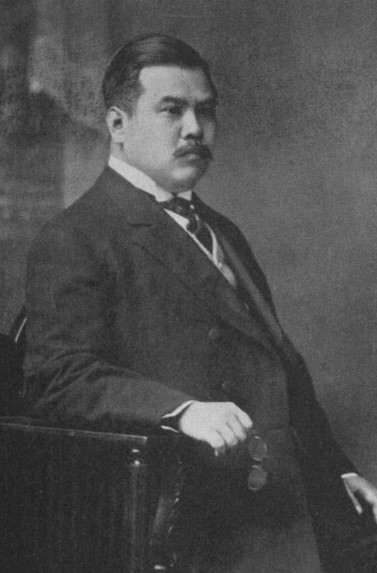
Цугару Хидэмаро (1872—1919), глава главной линии клана Цугару (1916—1919)

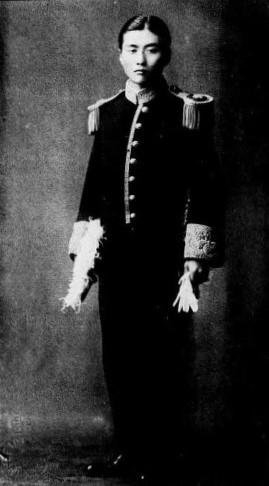
Цугару Еситака (1907—1994), последний мужской глава главной линии клана Цугару (1919—1994)

Во время войны Босин 1868—1869 годов клан Цугару под руководством своего последнего дайме, Цугару Цугуакиры, сначала встал на сторону императорского правительства и атаковал силы соседнего княжества Сэндай. Однако вскоре он сменил курс и на короткое время подписал пакт, который создал Северный союз, прежде чем отступить, снова в пользу императорского правительства. Клан не принимал участия ни в одной из крупных военных действий против императорской армии. Ветвь Куроиси присоединилась к Хиросаки-Цугару, перейдя на сторону имперского правительства. В результате клан смог избежать наказания, назначенного правительством для северных княжеств. После того, как Северный Хонсю был усмирен, силы Цугару присоединились к императорской армии в нападении на Республику Эдзо в Хакодате. В обмен на свою помощь правительство Мэйдзи предоставило семье Цугару Хиросаки прибавку в 10 000 коку. Обе ветви дайме Цугару были назначены императорскими губернаторами (藩知事, han chiji) своих владений в 1869 году. Два года спустя, как и в случае со всеми другими дайме, обе линии Цугару были освобождены от своих должностей в результате отмены системы хан.

## Мэйдзи и не только
В эпоху Мэйдзи Цугару Цугуакира был пожалован титул графа (хакусяку) в соответствии с системой пэрства кадзоку . Цугару Цугумичи, последний дайме из рода Куроиси-Цугару, стал виконтом (сисяку). Позже он работал директором Национального Банка (第十五国立銀行, Dai jūgo kokuritsu ginkō), а Цугумити стал членом Палаты пэров в 1890 году.
У Цугару Цугуакиры не было сына, и он усыновил младшего сына придворного дворянина Коноэ Тадафусы, который взял имя Цугару Хидэмару (津軽英麿, 1872—1919), чтобы стать его наследником. Хидэмару получил образование в Германии, окончил Боннский университет, Берлинский университет имени Гумбольдта и Женевский университет. После возвращения в Японию в 1907—1914 годах служил при японском генеральном резиденте в Корее, а в 1914—1918 годах — в Министерстве императорского двора. В 1918 году он был назначен членом Палаты пэров.
Хидемару сменил Цугару Еситака (津軽義孝, 1907—1994), который родился вторым сыном в ветви клана Овари Токугава. Поскольку его мать была дочерью Цугару Цугуакиры, он был усыновлен Хидемару как наследник, став графом и вождем клана в 1919 году. Известный наездник, он участвовал в создании Японской ассоциации скачек.
Четвертая дочь Еситаки, Ханако, вышла замуж за принца Хитати, младшего сына императора Сева.
Главный храм клана Цугару в Хиросаки — Тесо-дзи.

## Главы семей

### Основная линия (Хиросаки)
(как клан Оура)
- Оура Норинобу
- Оура Мотонобу
- Оура Мицунобу (1460—1526)
- Оура Моринобу (1483—1538)
- Оура Масанобу (1497—1541)
- Оура Тамэнори (1520—1567)

(как клан Цугару)
- Цугару Тамэнобу (1550—1608), 1-й даймё Хиросаки-хана (1590—1607), сын Оуры Моринобу
- Цугару Нобухира (1586—1631), 2-й даймё Хиросаки-хана (1607—1631), третий сын предыдущего
- Цугару Нобуеси (1619—1655), 3-й даймё Хиросаки-хана (1631—1655), старший сын предыдущего
- Цугару Нобумаса (1646—1710), 4-й даймё Хиросаки-хана (1656—1710), старший сын предыдущего
- Цугару Нобухиса (1669—1746), 5-й даймё Хиросаки-хана (1710—1731), старший сын предыдущего
- Цугару Нобуаки (1719—1746), 6-й даймё Хиросаки-хана (1731—1744), старший сын Цугару Нобуоки и внук Цугару Нобухисы, 5-го даймё Хиросаки-хана
- Цугару Нобуясу (1739—1784), 7-й даймё Хиросаки-хана (1744—1784), старший сын предыдущего
- Цугару Нобуакира (1762—1791), 8-й даймё Хиросаки-хана (1784—1791), старший сын предыдущего
- Цугару Ясутика (1765—1833), 9-й даймё Хиросаки-хана (1791—1825), старший сын Цугару Акитаки, 5-го хатамото, усыновлён 8-м даймё Хиросаки-хана Цугару Нобуакирой
- Цугару Нобуюки (1800—1862), 10-й даймё Хиросаки-хана (1825—1839), второй сын предыдущего
- Цугару Юкицугу (1800—1865), 11-й даймё Хиросаки-хана (1839—1859), сын Мацудайры Нобуакиры, усыновлён Цугару Нобуюки
- Цугару Цугуакира (1840—1916), 12-й даймё Хиросаки-хана (1859—1868), губернатор Хироиси-хана (1869—1871), сын Хосокавы Наримори, усыновлён Цугару Юкицугу в 1821 году
- Цугару Хидэмаро (1872—1919), сын Коноэ Тадафусы, усыновлен Цугару Цугуакирой
- Цугару Еситака (1907—1994), приемный сын Цугару Еситаки.

### Ветвь клана (Куроиси)
- Цугару Нобуфуса (1620—1662), хатамото (1656—1662), второй сын Цугару Нобухиры, 2-го даймё Хиросаки-хана
- Цугару Нобутоси (1646—1683), хатамото (1663—1683), старший сын предыдущего
- Цугару Масатакэ (1667—1743), хатамото (1683—1743), старший сын предыдущего
- Цугару Хисайо (1699—1758), хатамото (1743—1758), пятый сын Цугары Нобумасы, 4-го даймё Хиросаки-хана
- Цугару Акитака (1724—1778), хатамото (1758—1778), старший сын предыдущего
- Цугару Ясутика (1765—1833), хатамото (1778—1791), старший сын предыдущего
- Цугару Цунэтоси (1787—1805), хатамото (1791—1805), старший сын предыдущего

- Цугару Тикатари (1788—1849), хатамото (1805—1809), 1-й даймё Куроиси-хана (1809—1825), сын Куроды Наоюки, усыновлён Цугару Цунэтоси, 7-м хатамото
- Цугару Юкинори (1800—1865), 2-й даймё Куроиси-хана (1825—1839), сын Мацудайры Нобуакиры, усыновлён 1-м даймё Куроиси-хана Цугару Тикатари
- Цугару Цугуясу (1821—1851), 3-й даймё Куроиси-хана (1839—1851), сын Цугару Тикатари
- Цугару Цугумити (1840—1903), 4-й даймё Куроиси-хана (1851—1871), сын Цугару Юкимото, усыновлён Цугару Цугуясу.